# Dyschoriste cunenensis
Dyschoriste cunenensis là một loài thực vật có hoa trong họ Ô rô. Loài này được C.B.Clarke mô tả khoa học đầu tiên năm 1899.